# Fivelandia
Fivelandia è il secondo album di Cristina D'Avena pubblicato nel 1983, distribuito da C.G.D. Messaggerie Musicali SpA.

## Il disco
Con il titolo Fivelandia si indica una raccolta di sigle di programmi per bambini in onda sulle reti Fininvest pubblicata nel 1983, nonché l'intera collana discografica di cui questo è il primo volume: il capostipite di quello che diventerà un appuntamento fisso dell'autunno a cadenza annuale dedicato alle sigle delle serie animate, dei telefilm e dei programmi per bambini in onda sulle reti del biscione.
Ad esso si aggiungerà, a partire dal febbraio 1987, la sua versione primaverile anch'essa a cadenza annuale dal titolo Cristina D'Avena con i tuoi amici in TV.
La copertina del disco riporta Uan e Five con i loghi di Canale 5 e Italia 1 su uno sfondo nero pieno di note musicali colorate.

## Tracce
Lato A
Edizioni musicali Canale 5 Music Srl (eccetto dove indicato).
1. John e Solfamì – 3:00 (testo: Alessandra Valeri Manera[1], Jacques Zegers[2] – musica: Henri Seroka; edizioni musicali Anihanbar Music Company e I.M.P.S. SA)
2. Lucy (feat. il Coro e l'Orchestra di Augusto Martelli) – 3:05 (testo: Luciano Beretta – musica: Augusto Martelli)
3. La regina dei mille anni (feat. il Coro e l'Orchestra di Augusto Martelli) – 3:02 (testo: Alessandra Valeri Manera – musica: Augusto Martelli)
4. I ragazzi della Senna (Il Tulipano Nero) – 2:54 (testo: Alessandra Valeri Manera – musica: Augusto Martelli)
5. Bim Bum Bam – 3:05 (testo: Luciano Beretta e Albano Bertoni – musica: Augusto Martelli)
6. Sbirulino – 3:40 (testo: Pino Calvi – musica: Dina Tosi; edizioni musicali Sugarmusic S.p.A.)

Durata totale: 18:46
Lato B
1. Canzone dei Puffi – 2:30 (testo: Alessandra Valeri Manera[1], Victor Szell[2] – musica: Dan Lacksman; edizioni musicali Sepp)
2. Amico è (inno dell'amicizia) – 3:56 (testo: Sergio Bardotti, Nini Giacomelli e Mike Bongiorno – musica: Dario Baldan Bembo; edizioni musicali Come il vento e Sugar Music)
3. New Five Time (feat. Marco Columbro) – 3:40 (testo: Alessandra Valeri Manera – musica: Augusto Martelli; edizioni musicali Canale 5 Music Srl)
4. Vola bambino – 3:20 (testo: Paola Blandi e Alessandra Valeri Manera – musica: Beppe Cantarelli; edizioni musicali Blue Team Music e Canale 5 Music Srl)
5. Tagallo – 2:35 (testo: Amerigo Paolo Cassella – musica: Pippo Caruso; edizioni musicali Sugarmusic e Grandi firme della canzone)
6. Nel castello cosa c'è – 2:28 (testo: Sessa Vitale – musica: Augusto Martelli; edizioni musicali Antoniano Bologna e Canale 5 Music Srl)

Durata totale: 18:29

### Interpreti
- Cristina D'Avena – Lato A nº 1-2-3-4 / Lato B nº 1-3
- Five (Marco Columbro) – Lato B nº 3
- Piccolo Coro dell'Antoniano – Lato A nº 5 / Lato B nº 6
- Coro dei Piccoli cantori di Milano – Lato A nº 1/ Lato B nº 1
- Sandra Mondaini – Lato A nº 6 / Lato B nº 5
- Dario Baldan Bembo, Caterina Caselli – Lato B nº 2
- Pepero – Lato B nº 4

## Produzione
- Alessandra Valeri Manera – Direzione artistica e produzione discografica
- Direzione creativa e Coordinamento immagine Mediaset – Grafica

## Produzione e formazione dei brani

### John e Solfamì
- Tonino Paolillo – Registrazione e mixaggio al Mondial Sound Studio, Milano

### Lucy
- Tonino Paolillo – Registrazione e mixaggio al Mondial Sound Studio, Milano

### La regina dei mille anni
- Tonino Paolillo – Registrazione e mixaggio al Mondial Sound Studio, Milano

### I ragazzi della Senna (Il Tulipano Nero)
- Augusto Martelli – Produzione, arrangiamento, direzione orchestra
- Tonino Paolillo – Registrazione e mixaggio al Mondial Sound Studio, Milano
- Orchestra di Augusto Martelli – Esecuzione

### Canzone dei Puffi
- Tonino Paolillo – Registrazione e mixaggio al Mondial Sound Studio, Milano
- Gastone Pesucci – Voce di Gargamella

### New Five Time
- Tonino Paolillo – Registrazione e mixaggio al Mondial Sound Studio, Milano

### Vola Bambino
- Giuseppe Eugenio Cantarelli – Produzione e arrangiamento

## Differenze con la ristampa

### Fivelandia 1
Il 23 giugno 2006 l'album viene ripubblicato con alcune differenze a partire dal titolo che diventa Fivelandia 1, distribuito da Edel su licenza RTI SpA.
- Nella ripubblicazione in CD, le canzoni Sbirulino, Amico è (Inno dell'amicizia) e Tagallo non sono le stesse contenute nell'edizione originale, ma sono proposte in versione cover
- I ragazzi della Senna viene sostituita dalla seconda versione della stessa canzone incisa nel 1984 I ragazzi della Senna (Il Tulipano Nero), a causa di un'inesattezza storica nel testo della prima versione[3].

#### Produzione
- Paolo Paltrinieri – Produzione discografica
- Marina Arena – Coordinamento
- Michele Muti – Coordinamento
- Direzione Creativa e Coordinamento Immagine Mediaset – Grafica
- Enrico Fabris – Fonico

#### Nuovi interpreti
- Giacinto Livia – Amico è (Inno dell'amicizia)
- Nadia Biondini – Amico è (Inno dell'amicizia)
- Pepero – Sbirulino
- Angelica – Tagallo

### Fivelandia Reloaded - Volume 1
A partire da dicembre 2018, RTI ha iniziato a pubblicare delle versioni ridotte degli album originali. Per quanto riguarda il volume 1, delle 12 tracce presenti nella ristampa, ne sono state pubblicate solo 7. La copertina dell'album è molto simile a quella della ristampa su CD con la differenza che viene aggiunta la scritta Reloaded e i loghi di Five e Uan.

#### Tracce
1. Lucy (feat. il Coro e l'Orchestra di Augusto Martelli) – 3:02 (testo: Luciano Beretta – musica: Augusto Martelli; edizioni musicali RTI S.p.A)
2. La regina dei mille anni (feat. il Coro e l'Orchestra di Augusto Martelli) – 3:02 (testo: Alessandra Valeri Manera – musica: Augusto Martelli; edizioni musicali RTI S.p.A)
3. I ragazzi della Senna (Il Tulipano Nero) – 2:54 (testo: Alessandra Valeri Manera – musica: Augusto Martelli; edizioni musicali RTI S.p.A)
4. Amico è (Inno dell'amicizia) – 3:53 (testo: Sergio Bardotti, Nini Giacomelli e Mike Bongiorno – musica: Dario Baldan Bembo; edizioni musicali RTI S.p.A)
5. New Five Time – 3:40 (testo: Alessandra Valeri Manera – musica: Augusto Martelli; edizioni musicali RTI S.p.A)
6. Vola bambino – 3:20 (testo: Paola Blandi, e Alessandra Valeri Manera – musica: Giuseppe Eugenio Cantarelli; edizioni musicali Blue Team Music e RTI S.p.A)
7. Tagallo – 2:40 (testo: Amerigo Cassella – musica: Pippo Caruso; edizioni musicali RTI S.p.A)

Durata totale: 22:31